# ジャバウォックの詩

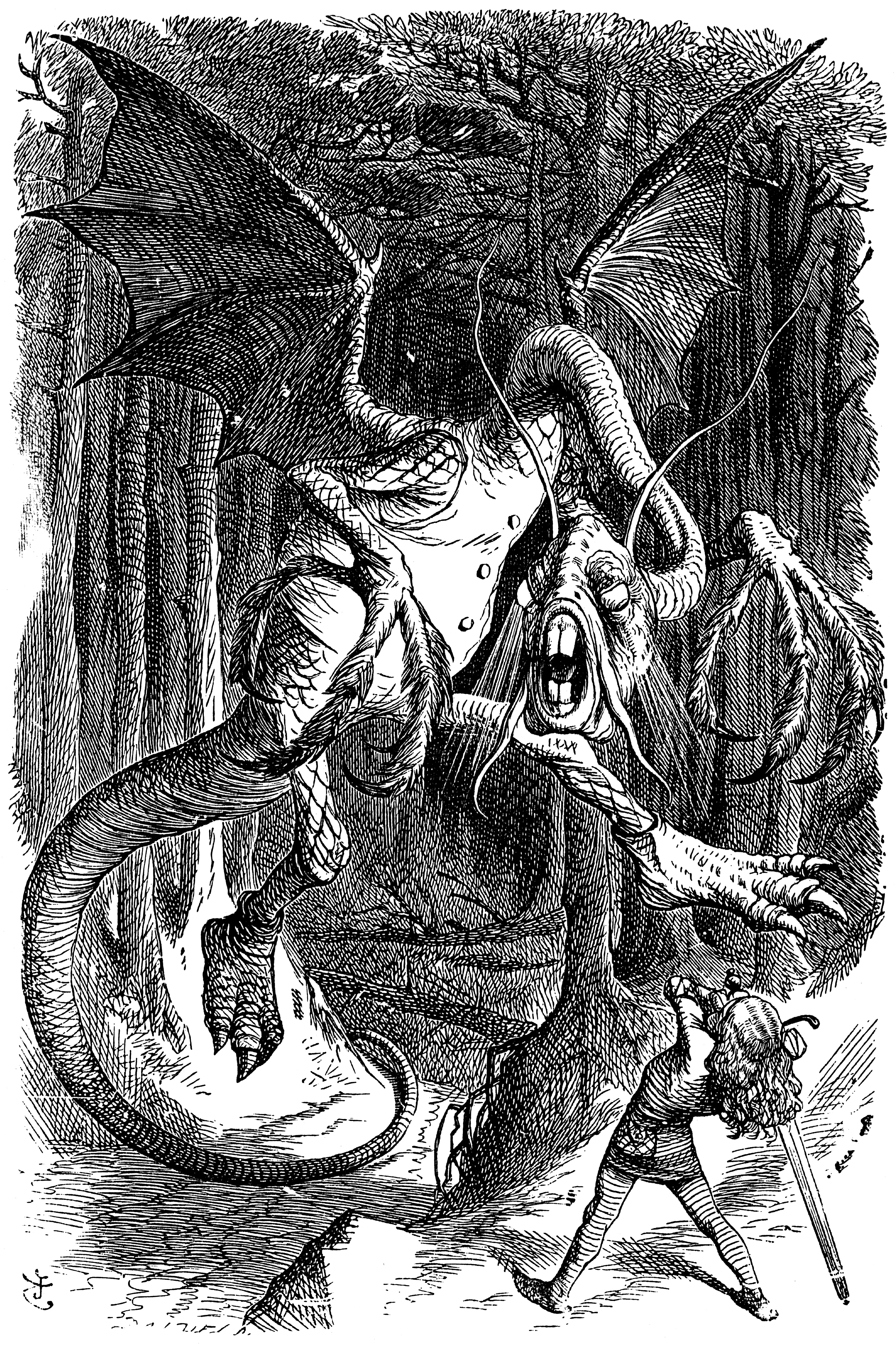
ジョン・テニエルによるジャバウォック

『ジャバウォックの詩』（ジャバウォックのし、Jabberwocky ）は、ルイス・キャロルの児童文学『鏡の国のアリス』で記述されたナンセンス詩である。『ジャバウォックの詩』は、英語で書かれた最も秀逸なナンセンス詩であると考えられている。
この詩では、ジャバウォックと呼ばれる正体不明の魔獣が名前のない主人公によって打ち倒されるという出来事が、叙事詩のパロディという形式で描写される。文中に出てくる単語の多くは、キャロルによって創作されたかばん語である。ラムトンのワームとソックバーンのワームの伝説が元になったという。

## 『ジャバウォックの詩』
夕火の刻、粘滑なるトーヴ

 遥場にありて回儀い錐穿つ。

 総て弱ぼらしきはボロゴーヴ、

 かくて郷遠しラースのうずめき叫ばん。

 

 『我が息子よ、ジャバウォックに用心あれ！

 　喰らいつく顎、引き掴む鈎爪！

 　ジャブジャブ鳥にも心配るべし、そして努

 　燻り狂えるバンダースナッチの傍に寄るべからず！』

 

 ヴォーパルの剣ぞ手に取りて

 尾揃しき物探すこと永きに渉れり

 憩う傍らにあるはタムタムの樹、 

 物想いに耽りて足を休めぬ。 

 

 かくて暴なる想いに立ち止まりしその折、 

 両の眼を炯々と燃やしたるジャバウォック、 

 そよそよとタルジイの森移ろい抜けて、 

 怒めきずりつつもそこに迫り来たらん！ 

 

 一、二！　一、二！　貫きて尚も貫く 

 ヴォーパルの剣が刻み刈り獲らん！ 

 ジャバウォックからは命を、勇士へは首を。 

 彼は意気踏々たる凱旋のギャロップを踏む。 

 

 『さてもジャバウォックの討ち倒されしは真なりや？ 

 　我が腕に来たれ、赤射の男子よ！ 

 　おお芳晴らしき日よ！　花柳かな！　華麗かな！』 

 父は喜びにクスクスと鼻を鳴らせり。 

 

 夕火の刻、粘滑なるトーヴ

 遥場にありて回儀い錐穿つ。

 総て弱ぼらしきはボロゴーヴ、

 かくて郷遠しラースのうずめき叫ばん。

### 原詩
Twas brillig, and the slithy toves

 Did gyre and gimble in the wabe;

 All mimsy were the borogoves,

 And the mome raths outgrabe.

 

 Beware the Jabberwock, my son!

 The jaws that bite, the claws that catch!

 Beware the Jubjub bird, and shun

 The frumious Bandersnatch!

 

 He took his vorpal sword in hand:

 Long time the manxome foe he sought

 So rested he by the Tumtum tree,

 And stood awhile in thought.

 

 And as in uffish thought he stood,

 The Jabberwock, with eyes of flame,

 Came whiffling through the tulgey wood,

 And burbled as it came!

 

 One, two! One, two! And through and through

 The vorpal blade went snicker-snack!

 He left it dead, and with its head

 He went galumphing back.

 

 And hast thou slain the Jabberwock?

 Come to my arms, my beamish boy!

 O frabjous day! Callooh! Callay!

 He chortled in his joy.

 

 Twas brillig, and the slithy toves

 Did gyre and gimble in the wabe;

 All mimsy were the borogoves,

 And the mome raths outgrabe.

## 用語解説
『ジャバウォックの詩』の中にある幾つかの英単語は、キャロル自身によって作成されたかばん語である。『鏡の国のアリス』の作中で、登場人物の一人ハンプティ・ダンプティは、詩の第一節にあるナンセンスな単語の語義を説明している。キャロルは、後述する1855年(キャロル23歳)発表した「アングロサクソン4連詩」において、それ以外のバージョンの説明も考案している。キャロルが『ジャバウォックの詩』で発案した“chortled”や“galumphing”等の幾つかの英単語は、現在の英語の中にも採用されている。英単語“jabberwocky”は、しばしば「ナンセンスな言葉」を指すのに使用され、BurbleはBubbleの異体語としてまた、「混乱する」の意で使われている。
　詩の中に登場する幾つかの怪物、また Mimsy、Frumious、Uffish、Galumphing、Beamishといった語は『スナーク狩り』でも使われている。
バンダースナッチ (Bandersnatch)
獲物を捕らえる顎を備えた俊敏な生物。首を自在に伸ばす事が出来る（『スナーク狩り』の記述より）。
ボロゴーヴ (Borogove)
羽毛を体中から突き出した貧弱で見栄えのしない鳥で、モップのような外見をしている。
夕火（あぶり）(Brillig)
午後4時。夕飯の支度に肉を火で炙り (broiling) 始める時刻。
怒（ど）めきずる (Burbled)
おそらくは「怒鳴る」(bleat) と「ざわめき」(murmur) と「さえずる」(warble)の混成語。なぜ「恐らく」かといえばキャロル自身が「そうやって作ったか、記憶にない」から。
燻（いぶ）り狂（くる）う (Frumious)
息巻き (fuming) 怒り狂った (furious) 様子（『スナーク狩り』の序文より）。
錐穿（きりうが）つ (Gimble)
ねじ錐 (gimlet) のように穴を穿つ。
回儀（まわりふるま）う (Gyre)
回転儀（gyroscope）のようにくるくると回転する（“Gyre”「還流」は、特に海洋の表層潮流の巨大な環状や螺旋状運動を意味する、1566年頃の実在する英単語。『オックスフォード英語辞典』は「くるくる回る」の意として使用が「1420年」までさかのぼるとしている）。
ジャブジャブ (Jubjub英語版の記事)
一年中発情しているやけっぱちな鳥（『スナーク狩り』の記述より）。名前はドードーの綴「Dodo」を参考にしたもの。
弱（よわ）ぼらしい (Mimsy)
弱々しく（flimsy）みすぼらしい (miserable) 様子。
郷遠（さととお）し (Mome)
ハンプティ・ダンプティによれば、恐らくは「故郷を離れて遠し」(from home) を略した言葉。ラースが道に迷っている様子を表している。高山宏によれば「from homeのHを落として発音すればMomeのように聞こえることから」
うずめき叫（さけ）ぶ (Outgrabe)
Autgribeの過去形で、うめき (bellow) とさえずり (whistle) の中間にあたり、間にくしゃみ (sneeze) のような物が混じっている行為。
ラース (Rath)
緑色のブタの一種（下記の「#原型と構成」も参照）。
粘滑（ねばらか）(Slithy)
滑らか (lithe) で粘っこい (Slimy) 様子。
トーヴ (Toves)
アナグマ(Badger)とトカゲとコルク栓抜き(corkscrew)をかけ合わせた物。日時計の下に巣くう習性を持つ奇妙な生物。チーズを主食としている。
暴（ぼう）なる (Uffish)
乱暴 (gruffish) なる声と、粗暴  (roughish)なる態度と、横暴 (huffish) なる気分である時の精神状態。
遥場（はるば）(Wabe)
日時計の周りにある芝生。日時計の前 (WAY BEfore) と後 (WAY BEhind) の両側を越えて (WAY BEyond) 遥ばると続いているので、「遥場」(Wabe) と呼ばれる。

## 造語の発音
『スナーク狩り』の序文で、キャロルは以下のように述べている：

“slithy toves”とは一体どのように発音するのかと、しばしば私に問い掛けられる質問に対する回答の機会を与えてください。“slithy（スライシー）”の中にある“i”は、“writhe（ライス：ねじ曲げる）”の中の“i”の様に長く発音します。そして、“toves（トーヴ）”の発音は“groves（グローブ：木立ち）”と韻を踏みます。また、“borogoves（ボロゴーヴ）”の中の最初の“o”は、“borrow（ボロー：借りる）”の最初の“o”の様に発音します。私は人々が“worry（ウォリー：憂う）”の中の“o”の音を当てようとして試みていると聞きました。これは人間的な曲解というものでしょう。

## 原型と構成
『ジャバウォックの詩』の第1節は、本来はキャロルが自分の家族のために定期的に制作していた肉筆回覧誌『ミッシュマッシュ』"Mischmasch"で発表された作品である。この第1節は『古英語詩の断片』"Stanza of Anglo-Saxon Poetry."と題される、あたかも「発見された古詩の断片」のように、2つの言語を組み合わせ、古い英語アングロサクソン語のような響きを持つ造語で書かれた「奇態なる」詩の断片で、作者は後のハンプティ・ダンプティとは別の解釈による翻訳を幾つかの単語に施していた。例えば、「ラース (rath)」はツバメとカキを主食とし直立した頭と膝で歩ける足を持つ緑色の陸亀の一種であると記述されている。
1957年3月1日のタイムズ文芸書評と1962年のルイス・キャロル・ハンドブックにおいて、ロジャー・ランセリン・グリーンは、『ジャバウォックの詩』の第1節以外の部分は、古代ドイツのバラッド「巨人山脈の羊飼い英語版の記事」に触発されたのではないかと指摘している。この叙事詩の中で、若い羊飼いは怪物グリフィンを打ち倒す。このバラッドはアリスの物語が発表される数年前、1846年にルイス・キャロルの親族マネラ・ビュート・スメドレイによって英訳、発表された。ただ、マーチン・ガードナーはグリーンが、「書き方とものの見方」をパロディしているもの、両者の類似は「具体的に上げることはできない」とするのを引き、この詩が何のパロディであるかは「はっきりしない」と言っている。
『ジャバウォックの詩』の特に面白い点は、多数のナンセンスな単語を含んでいながらも、詩の構成は古典イギリス詩に完璧に一致しているところである。センテンスの構成は精密であり（逆に言えば、非英語による再現は困難である）、詩としての形式が観察でき（例えば、四行詩、押韻、弱強格等）、事件の流れの中にある何らかの「物語」が認識される。『鏡の国のアリス』でのアリスの言によれば「なぜかしら、頭がたくさんの気持ちで一杯になるみたい――なにがどうなってるのかも、さっぱり分からないのに！」という「物語」である。

## 翻訳
スペイン語、ドイツ語、ラテン語、フランス語、イタリア語、チェコ語、ハンガリー語、ロシア語、ブルガリア語、日本語、ポーランド語、そしてエスペラントを含む多数の言語への翻訳によって、『ジャバウォックの詩』は全世界に知られている。
翻訳作業で注目すべきなのは、元詩に含まれる主要な単語の多くが、本来の意味を持たないキャロル独自の造語であるという点である。言語の翻訳に際して語形論へ払われる注意の中にあって、翻訳者による言葉の案出は、キャロルの元詩からの、同音異義語までも含めた最小のレーベンシュタイン距離を持つ、翻訳者自身の造語の作成のように見える。オリジナルの単語と翻訳された単語は辞書の中にある実在する単語のように対応しているが、必ずしも同様の意味を備えてはいない。しかしながら、元詩全体に含まれる本質は残されている。
日本語翻訳者による『ジャバウォックの詩』の日本語への訳文は、下記の外部リンクを参照。